# Giuseppe Lomazzi
Giuseppe Lomazzi, né le 12 septembre 1931, à Milan, en Italie, est un ancien joueur italien de basket-ball. 